# باشگاه فوتبال آتلانتاس
باشگاه فوتبال آتلانتاس (لیتوانیایی: FK Atlantas) یک باشگاه فوتبال در شهر کلایپدا، لیتوانی است.
این باشگاه که در سال ۱۹۶۲ تأسیس شده سابقه ۲ قهرمانی در جام حذفی فوتبال لیتوانی و ۳ نایب قهرمانی در لیگ آ فوتبال لیتوانی را در کارنامه دارد.